# Port Harcourt Refining Company
The Port Harcourt Refining Company, (abbreviato PHRC), è una compagnia petrolifera e del gas con sede in Nigeria specializzata principalmente nella raffinazione del petrolio greggio in prodotti petroliferi. Ha sede nell'area metropolitana di Port Harcourt, nello stato di Rivers, nel sud-est della Nigeria. L'azienda è una filiale della Nigerian National Petroleum Corporation (NNPC).
Situata ad Alesa Eleme, appena a sud-est di Port Harcourt, la società gestisce due raffinerie di petrolio, di cui un impianto più vecchio commissionato nel 1965 in grado di trattare 60.000 barili al giorno, e uno più recente messo in funzione nel 1989 con una capacità di 150.000 barili al giorno. La capacità combinata delle due raffinerie risulta quindi pari a 210.000 barili al giorno, rendendo la PHRC la più grande compagnia di raffinazione di petrolio in Nigeria.